# Tasha Schwikert
Tasha Schwikert (Las Vegas, Nevada, 21 de diciembre de 1984) es una gimnasta artística estadounidense, campeona mundial en 2003 en el concurso por equipos.

## Carrera deportiva
En los JJ. OO. celebrados en Sídney en 2000 consigue el bronce en la competición por equipos, tras Rumania y Rusia, siendo sus compañeras: Amy Chow, Jamie Dantzscher, Dominique Dawes, Kristen Maloney y Elise Ray.
En el Mundial de Gante 2001 gana el bronce de nuevo en la competición por equipos, tras Rumania y Rusia, es decir, exactamente los mismos tres equipos y en la misma posición que en año anterior.
En el Mundial celebrado en Anaheim (Estados Unidos) en 2003 gana el oro por equipos, por delante de Rumania y Australia; sus compañeras fueron: Chellsie Memmel, Carly Patterson, Terin Humphrey, Hollie Vise y Courtney Kupets.